# Johann II. (Alençon, Herzog)

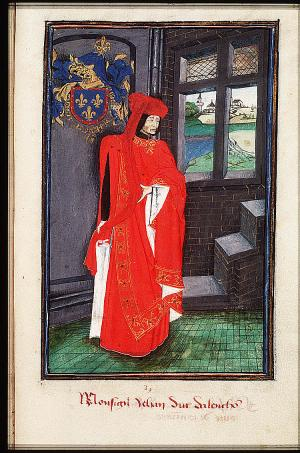
Johann II. im Statutenbuch des Ordens vom Goldenen Vlies

Johann II. der Schöne (* 2. März 1409 in Argentan; † 8. September 1476 in Paris) war Herzog von Alençon und Graf von Le Perche. Er war der Sohn von Herzog Johann I. von Alençon aus dem Haus Valois-Alençon und der Maria von Bretagne.

## Biografie
Johann war erst sechs Jahre alt, als sein Vater in der Schlacht von Azincourt fiel (1415). Im Jahr 1424 wurde er selbst in der Schlacht von Verneuil besiegt und gefangen genommen. Erst 1427 (oder 1429) kam er gegen ein Lösegeld wieder frei, das ihn jedoch mittellos machte, zumal auch sein Herzogtum unter englischer Kontrolle stand.
Im Frühjahr 1429 traf er bei Chinon auf Jeanne d’Arc und wurde ihr wichtigster Unterstützer bei der königlichen Familie; sie nannte ihn den „freundlichen Herzog“ (gentil duc). Nach der Befreiung von Orléans (1429) kommandierte er die Armee des Königs Karl VII. mit Jeanne d’Arc an seiner Seite. Am 11. und 12. Juni errangen beide in der Schlacht von Jargeau einen wichtigen Sieg. Im Juli begleitete er Karl VII. zur Königskrönung nach Reims. Danach führten ihn seine Interessen nach Paris, wo Jeanne beim Versuch, die Stadt zu besetzen, am 8. September 1429 verwundet wurde; anschließend ritt er in die Normandie, wo er gegen die Engländer und die Bretonen kämpfte.
Die Versöhnung zwischen Frankreich und Burgund durch den Vertrag von Arras (1435) brachte ihn in Opposition zu Karl VII., da er gehofft hatte, durch die Plünderung Burgunds sein Lösegeld und den Verlust seines Herzogtums kompensieren zu können. Er trat den Verschwörungen gegen eine königliche Regierung bei, die seiner Ansicht nach die Interessen der französischen Fürsten nicht ausreichende berücksichtigte. Eine dieser Verschwörungen war die Praguerie (1439/40), die sich gegen den König jedoch nicht durchsetzen konnte; Johann wurde dennoch begnadigt.
Im April 1440 nahm er Verhandlungen mit den Engländern auf. Er wurde auch Ritter des burgundischen Ordens vom Goldenen Vlies, nahm aber dennoch in den Jahren 1449/50 an der Eroberung der Normandie durch Frankreich teil.
Kurz nach seiner Zeugenaussage im Rehabilitierungsprozess Jeanne d’Arcs (1456) wurde er von Jean de Dunois verhaftet und in Aigues-Mortes eingesperrt. Der Cours des Pairs verurteilte ihn im Jahr 1458 wegen Majestätsbeleidigung zum Tod, doch Karl VII. wandelte die Todesstrafe in eine Haft auf Schloss Loches um. König Ludwig XI., der als Dauphin an der Praguerie teilgenommen hatte, ließ ihn anlässlich seiner Thronbesteigung (1461) wieder frei. Als er sich jedoch mit Karl dem Kühnen, Herzog von Burgund, verbündete, wurde er am 18. Juli 1474 erneut zum Tode verurteilt. Sein Herzogtum wurde beschlagnahmt, die Hinrichtung jedoch nicht ausgeführt. Er starb am 8. September 1476 in Gefangenschaft im Louvre.

## Nachkommen
Seine erste Ehe schloss er 1424 in Blois mit Johanna (1409–1432), Tochter von Herzog Karl von Orléans und Isabella von Frankreich; diese Ehe blieb kinderlos. Seine zweite Ehe schloss er am 30. April 1437 in L’Isle-Jourdain mit Maria von Armagnac (1420–1473), Tochter von Johann IV., Graf von Armagnac, und Isabella von Évreux; Kinder aus dieser Ehe waren:
- Catherine (1452–1505), ⚭ 1461 in Tours Guy XV. (1435–1501), Graf von Laval (Haus Montfort-Laval)
- René (1454–1492), Herzog von Alençon

Darüber hinaus hatte er mehrere uneheliche Kinder:
- Jean, 1483 bezeugt
- Robert, 1489 bezeugt
- Jeanne, Gräfin von Beaumont-le-Roger, ⚭ 1470 Guy de Maulmont
- Madeleine, ⚭ Henri de Breuil